# 振動積分作用素
数学の調和解析の分野における振動積分作用素（しんどうせきぶんさようそ、英: oscillatory integral operator）とは、次の形式で記述される積分作用素のことを言う：
{\displaystyle T_{\lambda }u(x)=\int _{\mathbf {R} ^{n}}e^{i\lambda S(x,y)}a(x,y)u(y)\,dy,\qquad x\in \mathbf {R} ^{m},\quad y\in \mathbf {R} ^{n}.}
ここで、函数 S(x,y) は作用素のフェーズ（phase）と呼ばれ、函数 a(x,y) は作用素のシンボルと呼ばれる。λ はパラメータである。しばしば、S(x,y) は滑らかな実数値函数で、a(x,y) は滑らかかつコンパクトな台を持つ函数であると仮定される。通常、大きな値を取る λ に対する作用素 Tλ の挙動に、研究の興味は注がれる。
振動積分作用素は、数学の多くの分野（解析学、偏微分方程式論、積分幾何学、数論など）や、物理学の分野において、たびたび扱われる。振動積分作用素の性質は、エリアス・スタインとその学派によって研究されている。

## ヘルマンダーの定理
振動積分作用素の L2 → L2 作用（あるいは、L2 → L2作用素ノルム）に対する上界についての次に述べる結果は、フーリエ積分作用素に関するラース・ヘルマンダーの論文において得られたものである。
x,y ∈ Rn, n ≥ 1 について考える。S(x,y) を実数値の滑らかな函数とし、a(x,y) を滑らかかつコンパクトな台を持つ函数とする。a(x,y) の台の上の至る所で {\displaystyle \mathop {\rm {det}} _{j,k}{\frac {\partial ^{2}S}{\partial x_{j}\partial y_{k}}}(x,y)\neq 0} が成り立つなら、初めは滑らかな函数として定義される Tλ を L2(Rn) から L2(Rn) への連続作用素へと拡張し、そのノルムが任意の λ ≥ 1 に対して {\displaystyle C\lambda ^{-n/2}\,} で評価されるようなある定数 C が存在する。すなわち、
{\displaystyle ||T_{\lambda }||_{L^{2}(\mathbf {R} ^{n})\to L^{2}(\mathbf {R} ^{n})}\leq C\lambda ^{-n/2}}
が成立するような、ある定数 C が存在する。

## 関連文献
- 藪田公三、中路貴彦、佐藤圓治、田中仁、宮地晶彦：「解析学百科I：古典調和解析」、朝倉書店、ISBN 978-4-254-11726-4 (2008年3月15日)。第4章："振動積分と掛谷問題"。
- 宮地晶彦：「ユークリッド空間上の フーリエ解析 II」、朝倉書店（朝倉数学大系 14）、ISBN 978-4-254-11834-6 (2021年3月1日)。第9章："振動積分と停留位相の方法"、第10章："振動積分作用素とFourier変換の制限の問題"。